# Emisiones de gases de efecto invernadero de Rusia

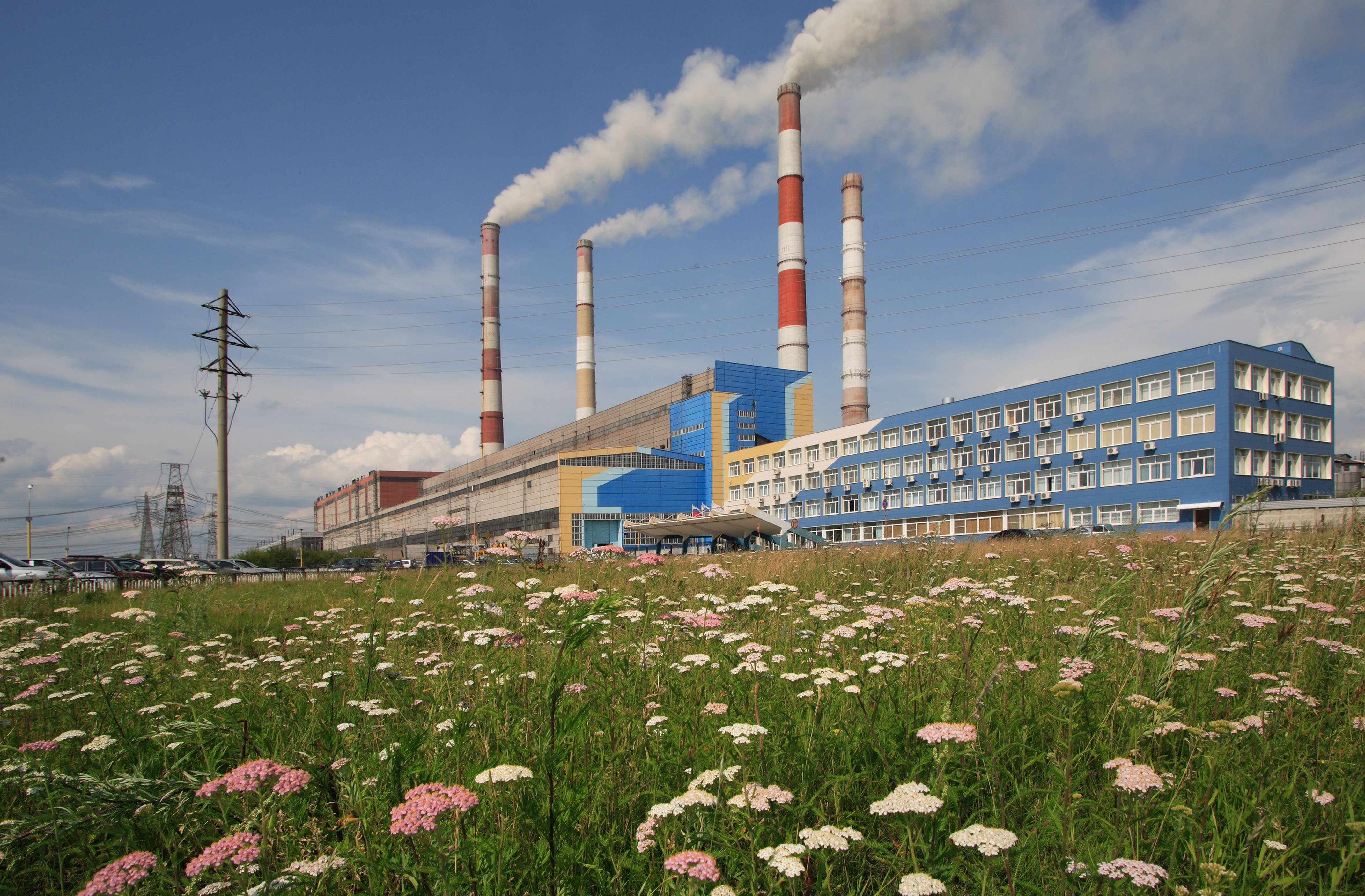
Reftinskaya GRES: la central eléctrica de carbón más grande de Rusia.

Las emisiones de gases de efecto invernadero de Rusia se encuentran en el cuarto puesto de las más grandes del mundo y se producen principalmente por los combustibles fósiles. Rusia emite alrededor de 1600 megatoneladas (Mt) CO 2eq de gases de efecto invernadero cada año; alrededor del 10% de las emisiones mundiales y, aproximadamente, 40 toneladas por persona. Reducir las emisiones de gases de efecto invernadero y, por lo tanto, la contaminación del aire en Rusia, tendría beneficios para la salud y el ambiente mayores que el costo que significa reducirlas.

## Fuentes

Desde el año 2000, el aumento de en China y el resto del mundo han eclipsado la producción de Estados Unidos y Europa.

Por persona, Estados Unidos genera dióxido de carbono a un ritmo mucho más rápido que otras regiones.

Producción de electricidad de Rusia por año. Los combustibles fósiles utilizados en la generación de electricidad son una fuente de gases de efecto invernadero.

### Energía
En 2017, el sector energético de Rusia, que según las directrices del IPCC incluye combustible para el transporte, emitió casi el 80% de los gases de efecto invernadero del país. Procesos industriales y el uso de productos (IPPU) emiten sobre el 10%. Los mayores emisores son las industrias de la energía, principalmente la generación de electricidad, seguidas de las emisiones fugitivas de los combustibles y luego el transporte.

### Energía a partir de combustibles fósiles
La mayoría de las emisiones provienen del sector energético que quema combustibles fósiles.
Según la Russian Science Foundation en 2019, la afluencia natural de gases de efecto invernadero de los ecosistemas terrestres en Rusia cambia constantemente. La medición de estos influjos ha demostrado que los gases de efecto invernadero en la atmósfera en intervalos de tiempo cortos están contribuyendo a la desaceleración del calentamiento en Rusia. Esto se atribuye al hecho de que el efecto de la desaceleración del crecimiento de la temperatura, debido a la absorción de CO2 por los ecosistemas terrestres de la atmósfera, es más fuerte que el efecto de la aceleración del calentamiento provocado por la emisión de CH
4 a la atmósfera.
El efecto de los ecosistemas terrestres que contribuyen a la desaceleración del calentamiento global en las regiones rusas crece en la primera mitad del siglo XXI y disminuye a finales de siglo al alcanzar el máximo, dependiendo del escenario de emisiones antropogénicas, bajo todos los escenarios estudiados de impactos antropogénicos derivados del crecimiento de las emisiones naturales de CH
4 y la disminución de la absorción de CO2 por los ecosistemas terrestres. De acuerdo con los resultados obtenidos, bajo los escenarios de emisiones antropogénicas considerados, las emisiones naturales de las regiones rusas también acelerarán el calentamiento climático en los horizontes cortos de tiempo bajo las condiciones climáticas de la segunda mitad del siglo XXI.

#### Generación eléctrica

##### Centrales eléctricas de gas
Las centrales eléctricas de gas son una fuente importante en Rusia.

### Agricultura
En 2017, la agricultura emitió el 6% de los gases de efecto invernadero de Rusia.

### Desperdicio
En 2017, los residuos emitieron el 4% de los gases de efecto invernadero del país.

### Tierra
Los desafíos rusos para los bosques incluyen el control de la tala ilegal, corrupción, incendios forestales y uso de la tierra.
Además de los árboles que se queman, la turba quemada en incendios forestales emite carbono.

## Mitigación

### Energía
En 2020, Rusia publicó un borrador de estrategia a largo plazo, para reducir las emisiones de CO2 en un 33% para 2030 en comparación con 1990. No se tiene previsto llegar al cero neto hasta el 2100.

### Economía
Dado que Rusia no tiene impuestos sobre el carbón ni comercio de emisiones, podría ser vulnerable a los futuros aranceles sobre el carbono en el mercado interior de la Unión Europea (UE) u otros socios exportadores.

### Sumideros de carbono
Los sumideros de carbono, que en Rusia consisten principalmente en bosques, contrarrestaron aproximadamente una cuarta parte de las emisiones nacionales en 2017.